# Edith Ellis
Pour les articles homonymes, voir Ellis.
Edith Mary Oldham Ellis, née Lees le 9 mars 1861 à Newton, Lancashire (Angleterre) et morte le 14 septembre 1916, est une écrivaine et militante anglaise des droits des femmes.

## Biographie

Edith Lees & Havelock Ellis

Edith Ellis est née le 9 mars 1861 à Newton-in-Bowland dans le comté de Lancashire en Angleterre. Elle est l'unique enfant de Samuel Oldham Lees, un propriétaire terrien, et de sa femme Mary Laetitia, née Bancroft. Elle est née prématurément après que sa mère a subi un traumatisme crânien pendant la grossesse. Sa mère meurt alors qu'elle est encore un nourrisson. En décembre 1868, son père épouse en secondes noces Margaret Ann (Minnie) Faulkner. De cette union naît son demi-frère. Edith Ellis ne s'entend pas bien avec son père ni avec sa nouvelle épouse. En 1873, elle est scolarisée dans un couvent jusqu'à ce que son père l'en retire après s'être rendu compte qu'elle s'intéressait trop à la foi catholique. Son père l'envoie dans une autre école.
Edith Ellis rejoint la Fellowship of the New Life ("communauté de la nouvelle vie") et travaille brièvement aux côtés de Ramsay MacDonald lorsqu'ils sont tous les deux secrétaires au sein de cette communauté. C'est à cette époque qu'elle fait la rencontre d'Havelock Ellis, plus précisément lors d'une réunion en 1887. Elle épouse Havelock Ellis en novembre 1891.
Dès le début, leur mariage n'est pas conventionnel. Ouvertement lesbienne, Edith Ellis retourne dans sa chambre de célibataire dès la fin de leur lune de miel. Son mari a toujours été au courant des nombreuses liaisons qu'elle entretient avec différentes femmes. Entre la fin des années 1890 et autour de 1900, Edith Ellis entretient une relation avec Lily Kirkpatrick, une artiste irlandaise vivant à St-Ives. Edith est dévastée lorsque cette dernière meurt de la maladie de Bright en juin 1903. Le mariage libre d'Edith et Havelock Ellis est le sujet central de l'autobiographie d'Havelock Ellis, My Life, publié en 1939.
Edith Ellis fait une dépression nerveuse en mars 1916 et meurt du diabète en septembre de la même année. Elle repose incinérée au Golders Green Crematorium.

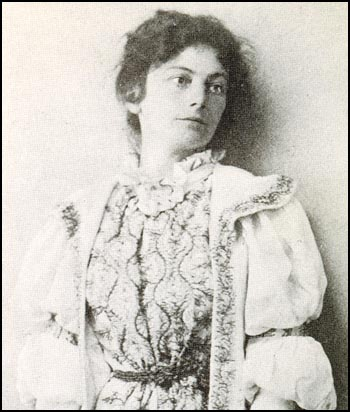
Lily Kirkpatrick, 1902

## Carrière littéraire
Son premier roman intitulé Seaweed : A Cornish Idyll est publié en 1898. Sa biographie du chirurgien James Hinton est publiée à titre posthume en 1918.

### Liste des œuvres
- Edith Ellis, Seaweed: A Cornish Idyll, London, University Press, 1898 (lire en ligne)
- My Cornish Neighbours (1906)
- Kit's Woman (U.S. title: Steve's Woman) (1907)
- The Subjection of Kezia (1908)
- Attainment (1909)
- Three Modern Seers (1910)
- The Imperishable Wing (1911)
- The Lover's Calendar: An Anthology (ed) (1912)
- Love-Acre (1914)
- Love in Danger (1915)
- The Mothers (1915)
- Edith Ellis, James Hinton: A Sketch, Stanley Paul, 1918 (lire en ligne)
- The New Horizon in Love and Life (1921)

## Adaptation au cinéma
Sa pièce White Collars: a Comedy in Three Acts est adaptée au cinéma en 1929 par William C. de Mille sous le titre The Idle Rich.